# Gnetum catasphaericum
Gnetum catasphaericum — вид голонасінних рослин класу гнетоподібних.

## Поширення, екологія
Є повідомлення про проживання з Південного Гуансі і провінції Юньнань. Зустрічається в тропічних вологих лісах і, можливо, обмежений рівнинними лісами, але більш детальної інформації по екології виду й середовищі проживання немає.

## Загрози та охорона
Экорегіон, де вид був зібраний класифікується як критичний/перебуває під загрозою зникнення, так, більшість з природного середовища існування було очищене та трансформоване протягом століть. Втрата місць проживання, викликана вирубкою і культивацією є основною загрозою для виду. Знайдений відносно недалеко від англ. Shiwandashan Nature reserve.